# Riting
Riting is een bestuurslaag in het regentschap Aceh Besar van de provincie Atjeh, Indonesië. Riting telt 192 inwoners (volkstelling 2010).